# Landschaftsschutzgebiet Bensloh und Sieke
Das Landschaftsschutzgebiet Bensloh und Sieke ist ein 91,09 ha großes Landschaftsschutzgebiet (LSG) nordöstlich von Erlinghausen im Stadtgebiet von Marsberg. Das Gebiet wurde 2008 mit dem Landschaftsplan Marsberg durch den Kreistag des Hochsauerlandkreises als Landschaftsplangebiet Typ C ausgewiesen. Im Osten geht das LSG bis an die Stadt- und Kreisgrenze. Bis auf einen kleineren Bereich im  Westen grenzt das LSG im Marsberger Gebiet an das Landschaftsschutzgebiet Freiflächen um Erlinghausen / Auf der Sandkuhle vom Typ B an. Im Westen grenzt es teilweise auch direkt an das Landschaftsschutzgebiet Rotes Land vom Typ A an. Im Osten liegt die Grenze zu Hessen.

## Beschreibung
Im Landschaftsschutzgebiet Bensloh und Sieke befindet sich fast nur Grünland. Es handelt sich um ein LSG mit zwei flachen und überwiegend grünlandgenutzte im Nordosten zusammen laufende Mulden. In den Mulden verlaufen jeweils nur zeitweise Wasser führende Fließgewässer. Das Gebiet wird durch Feldraine, Baumreihen, Hecken und Einzelbäume gegliedert. Es gibt zudem kleine Quell- und Nasswiesenbereiche und Versickerungsstellen. In der Nordwestspitze
des Gebietes liegen eine kleine Obstbaumreihe und einige Ackerschläge.

## Schutzzweck
Die Ausweisung erfolgte zur Erhaltung, Ergänzung und Optimierung eines Grünlandbiotop-Verbundsystems in den Talauen und der Magergrünland-Gesellschaften in den Naturschutzgebieten, damit Tiere und Pflanzen Wanderungs- und Ausbreitungsmöglichkeiten behalten, und dient dem Erhalt der Vorkommen geschützter Vogelarten sowie dem Schutz artenreicher Pflanzengesellschaften.

## Rechtliche Rahmen
Das Landschaftsschutzgebiet Bensloh und Sieke wurde als eines von 30 Landschaftsplangebieten vom Typ C, Wiesentäler und ornithologisch bedeutsames Offenland, ausgewiesen. Im Landschaftsplangebiet Marsberg gibt es auch drei Landschaftsschutzgebiete vom LSG Typ A, Allgemeiner Landschaftsschutz, wo unter anderem das Errichten von Bauten verboten ist. Ferner 17 Landschaftsschutzgebiete vom LSG Typ B, Ortsrandlagen und Landschaftscharakter, wo zusätzlich Erstaufforstungen und auch die Neuanlage von Weihnachtsbaumkulturen, Schmuckreisig- und Baumschulkulturen verboten sind. Wie in den anderen 29 Landschaftsschutzgebieten vom Typ C im Landschaftsplangebiet Marsberg besteht im Landschaftsschutzgebiet Bensloh und Sieke zusätzlich ein Umwandlungsverbot von Grünland und Grünlandbrachen in Acker oder andere Nutzungsformen. Eine maximal zweijährige Ackernutzung innerhalb von zwölf Jahren ist erlaubt, falls damit die Erneuerung der Grasnarbe vorbereitet wird. Dies gilt als erweiterter Pflegeumbruch. Beim erweiterten Pflegeumbruch muss ein Mindestabstand von 5 m vom Mittelwasserbett eingehalten werden.